# David Syme

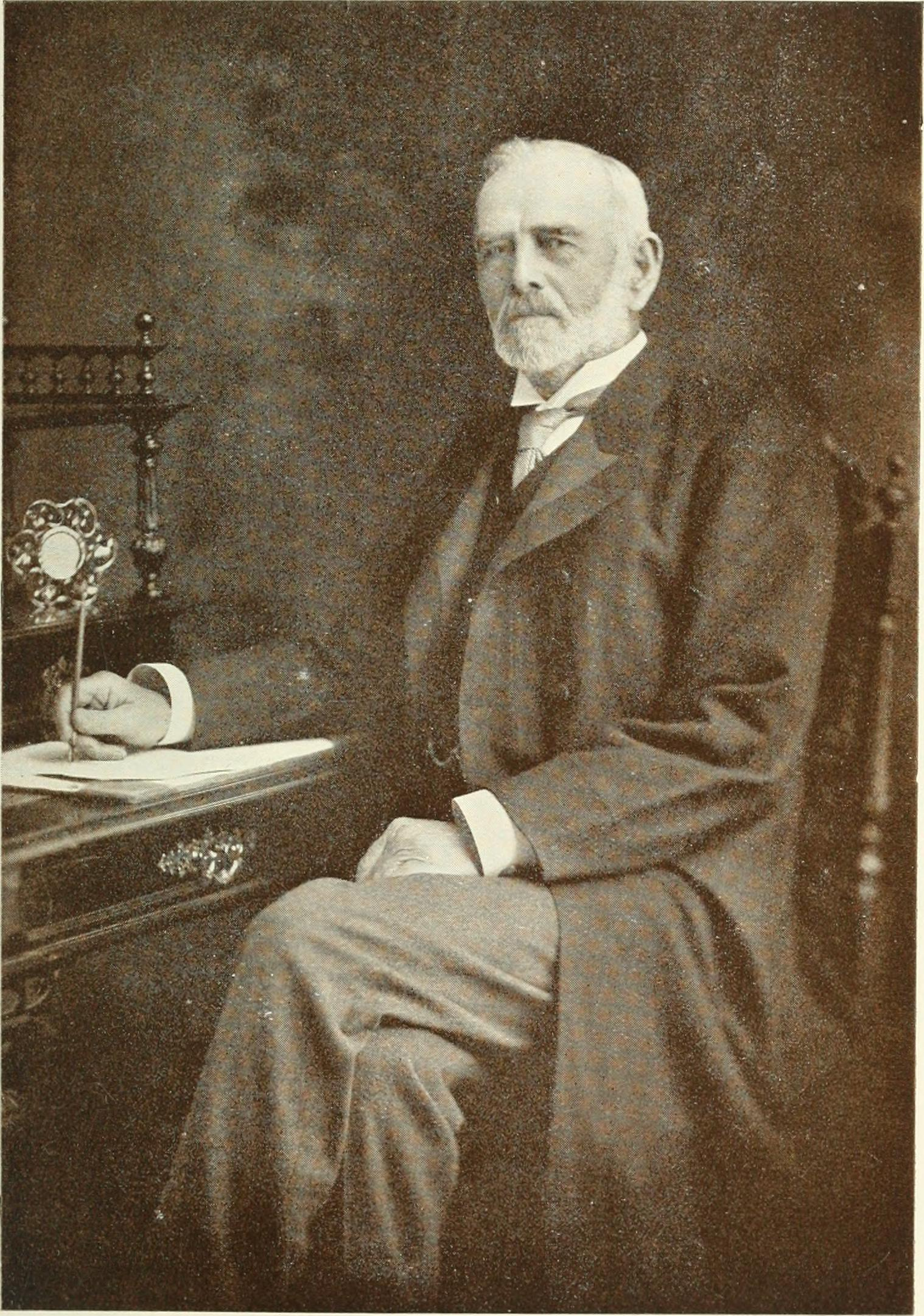
David Syme, 1907

David Syme (* 2. Oktober 1827 in North Berwick, Schottland; † 14. Februar 1908 in Kew, Australien) war ein schottisch-australischer Eigentümer der Zeitung The Age und wird oft als „Vater des Protektionismus in Australien“ bezeichnet.

## Frühes Leben
Syme wurde in Schottland 1827 als jüngstes von sieben Kindern von George Alexander Syme, einem Schulleiter, und Jean Mitchell geboren. Während seine größeren Brüder zur Universität gingen, wurde er von seinem Vater erzogen und unterrichtet. Als mit 17 Jahren sein Vater starb, war er zunächst unentschlossen, wohin seine berufliche Ausbildung gehen sollte. Nach zwei Jahren der Ausbildung zum Priester brach er diese, wie auch seine beiden Brüder George und Ebenezer, ab, studierte einige Zeit in Heidelberg und arbeitete als Korrekturleser für eine Zeitung in Glasgow. 1851 verließ er England und ging als Goldsucher nach Kalifornien.

## Australien
Nachdem David Syme in den Goldfeldern Kaliforniens wenig Erfolg hatte, reiste er 1852 weiter nach Australien. Die schlecht organisierte Überfahrt hätte ihn beinahe das Leben kostet, aber kaum in Sydney angekommen nahm er das nächste Schiff nach Melbourne. Die nächsten drei Jahre suchte er mit einigem Erfolg in Bendigo, Wangaratta, Ballarat und Beechworth nach Gold und verlor 1855 ein Vermögen, als ihm ein, im Nachhinein sehr wertvoller, Claim gestohlen wurde. Syme arbeitet daraufhin für einige Zeit im Straßenbau, als sein Bruder Ebenezer die insolvente Zeitung The Age für 2000 Pfund kaufte und auch David einlud, einen Teil zu übernehmen. Er beteiligte sich zur Hälfte und half die Zeitung zu leiten, kehrte aber Ende 1857 wieder in seinen alten Beruf als Straßenbauer zurück. Erst nachdem Ebenezer sich 1859 zurückgezogen hatte, kehrte David widerwillig in das Zeitungsgeschäft zurück. Mit dem Tod seines Bruders im darauffolgenden Jahr begann seine 50-jährige Karriere als Herausgeber und Chefredakteur von „The Age“.

## The Age
Unter David Syme änderte sich das politische Engagement von The Age für die Unterprivilegierten nur wenig. Nach wie vor setzte er sich für Landreformen, freies Wahlrecht und vernünftige Arbeitsbedingungen ein. Allerdings mit dem notwendigen Aufbau von Industrie kam er zu der Überzeugung, dass diese vor den Kräften der freien Märkte geschützt werden müsse und wurde ein Verfechter des Protektionismus. Unter seiner Leitung wuchs die Auflage der Zeitung kontinuierlich von 2000 Exemplaren 1860, 15.000 Exemplaren 1868, 38.000 Exemplaren 1880 auf 100.000 beziehungsweise 120.000 Exemplare 1890 und 1899. Mit der Auflage wuchs auch deren Einfluss auf das politische Leben in Victoria. David Syme war bekannt als der Königsmacher und The Age als der Donnerer (englisch Thunderer). Als er im Jahr 1908 starb, übernahmen seine beiden Söhne Herbert und Geoffrey die Leitung der Zeitung.